# 马连良故居
马连良故居，位于北京市西城区复兴门内大街10-3号（原门牌号为复兴门内大街54号后院），是京剧演员马连良在北京的故居。现为西城区普查登记文物。

## 历史
马连良幼年和家人住在西单附近的数间土坯房内。马连良的父亲希望儿子将来能有出息， 曾对马连良说：“你要是好儿子，就长志气好好学戏。到那时候我也没别的指望，只是指望你把咱家对门儿的那所状元府买过来。”日后马连良成为京剧名角，实现了其父的心愿，将这所状元府买下，即如今的马连良故居。
该院坐南朝北，北侧临复兴门内大街为前院，其南侧为后院，中间有走廊相连。马连良当年居住在此院落的后院。1966年马连良逝世后，该院一度成为造反派的指挥部，后来归全国政协。1980年代，马连良故居成为“京昆室”，部分全国政协委员和其他人士曾在此唱戏联谊。1996年1月，盛祥饭庄在此建立，该饭庄主营贵州花江狗肉等菜。
2009年，马连良故居完成了修缮迁建工程。此次工程将该院前院拆除后迁移到原院落西侧，前后院之间的走廊以及后院部分建筑也要迁移，总体上故居建筑向西移动。